# Konstantin Satunin
Konstantin Alekseevič Satunin (in russo Константин Алексеевич Сатунин?; Jaroslavl', 20 maggio 1863 – Mtskheta, 10 novembre 1915) è stato uno zoologo russo.

## Vita
Satunin studiò all'Università di Mosca, laureandosi nel 1890. A partire dal 1893 lavorò presso un impianto di bachicoltura nel Caucaso.
Nel 1907 divenne uno specialista senior in zoologia applicata e caccia nel Caucaso per conto del Dipartimento dell'Agricoltura. Descrisse molte nuove specie di mammiferi in Russia e in Asia centrale, tra cui la talpa del Caucaso (Talpa caucasica), il toporagno transcaucasico (Neomys teres, syn.: Neomys schelkovnikovi Satunin, 1913) e il criceto nano o fodopo di Roborovskij (Phodopus roborovskii). Scrisse opere sulla fauna del Caucaso (soprattutto sui vertebrati), oltre a libri di entomologia, ittiologia, ornitologia, erpetologia, zoogeografia, bachicoltura, scienza di gestione della caccia, pesca e altro. Durante le sue ricerche esaminò la cosiddetta «tigre di Prišibinsk» (l'attuale Göytəpə, nel distretto di Cəlilabad), un esemplare di tigre del Caspio di dimensioni eccezionali, che lo zoologo paragonò a quelle di un cavallo. Una sua monografia sulla steppa di Mugan venne pubblicata nel 1913.